# Triumph T100-serie
De Triumph T 100-serie is een serie 500cc-motorfietsen die het Britse merk Triumph produceerde van 1939 tot 1974.

## Voorgeschiedenis

### Speed Twin 5T
In 1936 kocht Jack Sangster, eigenaar van het merk Ariel, de motorfietsproductie van Triumph. Daar werkte op dat moment ontwerper/constructeur Val Page, die al een 650cc-paralleltwin had gebouwd, het Triumph Model 6/1. Page was in 1932 van Ariel gekomen en had daar samen met Edward Turner al een 250cc-paralleltwin gebouwd, als experiment, want het was een 500cc-Ariel Square Four waar het voorste cilinderblok van verwijderd was. Toen Sangster Triumph overnam, werd Edward Turner directeur en Bert Hopwood constructeur. Page was overtollig en vertrok naar BSA. Turner bouwde voor Triumph een drietal sportieve eencilinders, waarbij hij de naam "Tiger" introduceerde: de 250cc-Triumph Tiger 70, de 350cc-Triumph Tiger 80 en de 500cc-Triumph Tiger 90. De getallen gaven (een beetje optimistisch) de topsnelheid in mijlen per uur aan. Turner was nu weliswaar directeur, maar ook nog steeds constructeur en ontwerper en hij presenteerde op de London Motorcycle Show in het najaar van 1937 zijn Triumph Speed Twin 5T, een 500cc-paralleltwin die voor een zeer redelijke 75 pond erg goed was uitgerust en ook 28,5 pk bij 6.000 tpm leverde, iets wat de duurdere eencilinder sportmodellen van andere merken nauwelijks verbeterden. 
| De basis voor de Triumph Tiger 100 lag bij de in 1937 geïntroduceerde Speed Twin 5T |

## Tiger 100
De Triumph Tiger 100 werd uit de Speed Twin ontwikkeld door Freddie Clarke, die al voor zijn komst naar Triumph een reputatie had voor het opvoeren van motorfietsen. De Tiger 100 haalde zijn 100 mijl per uur echt. Het was ook meer dan een iets snellere Speed Twin. De Tiger 100 had gesmede aluminium zuigers en gietijzeren cilinders en cilinderkoppen, die met acht bouten waren vastgezet in plaats van de zes van de Speed Twin. De compressieverhouding van 7,6:1 was ook veel hoger. Bovendien was de machine veel lichter: 170 kg rijklaar, wat ongeveer 150 kg droog gewicht zal zijn geweest. Het vermogen was 32 pk bij 6.500 tpm, 4 pk meer dan Val Page's BSA M24 Gold Star, die 82 pond en 10 shilling kostte, terwijl de Tiger 100 slechts 80 pond kostte. 
De presentatie in maart 1939 was tamelijk ongebruikelijk. Een Tiger 100 en een Speed Twin werden uit de showroom van een dealer gehaald en vervolgens reden Ivan Wicksteed en David Whitworth er 1.800 mijl (2.900 km) mee, eerst van John o' Groats (het meest noordoostelijke punt van Schotland) naar Land's End (het meest zuidwestelijke punt van Engeland) en vervolgens naar het Brooklands circuit in Surrey waar ze zes uur lang op topsnelheid reden met een gemiddelde van 78,5 mijl per uur (126,3 km/uur) en een slotronde van 88,5 mijl per uur (142,4 km/uur). Dit leverde Triumph de Maudes Trophy op. In 1939 reed Freddie Clarke een ronderecord op Brooklands met 118,02 mijl per uur (189,93 km/uur) met een tot 503 cc opgeboorde Tiger 100. 

### Tweede Wereldoorlog
Tijdens de Tweede Wereldoorlog kwam de productie van civiele motorfietsen op een laag pitje te staan. Aan het begin van de oorlog vocht Triumph met andere Britse fabrikanten om de gunst van het War Office, dat militaire motorfietsen nodig had. Het leverde al de 350cc-eencilinderzijklepper 3SW, maar ontwikkelde ook de 350cc-tweecilinderkopklepper 3TW, de 350cc-eencilinderkopklepper 3HW, de 500cc-eencilinderzijklepper 5SW en ook de Speed Twin was in de race voor militaire opdrachten. Een aantal van deze machines werd inderdaad gebouwd, maar bij het bombardement op Coventry op 14 november 1940 ging de Triumph-fabriek aan Priory Street verloren, inclusief de op aflevering wachtende motorfietsen en de bouwtekeningen. Een aantal productiemachines bleef gespaard en Triumph bouwde snel een nieuwe fabriek in Meriden, maar toen die in 1942 klaar was waren de meeste opdrachten vergeven. Matchless leverde de 350cc-G3/L en BSA de 500cc-W-M20. In 1942 ontwierp Turner een generator met een volledig aluminium tweecilinder paralleltwin voor het Ministerie van Luchtvaart (Air Ministry).
In 1946 kwam de Tiger 100 weer op de markt. Er waren wel enkele wijzigingen aangebracht. Zo kreeg de machine in navolging van de Matchless G3/L een telescoopvork en klanten konden ook kiezen voor achtervering. Turner koos echter niet voor plunjervering, maar voor een geveerde naaf die George Dowty voor het landingsgestel van de Gloster Gladiator dubbeldekker had ontwikkeld. Dit werd de Triumph sprung hub, die slechts vijf centimeter veerweg gaf maar wel acht kilo toevoegde aan het onafgeveerd gewicht. De gasmanette was vervangen door een twistgrip en de magdyno was vervangen door gelijkstroomdynamo en accu-bobine-ontsteking. In 1949 bracht Turner de koplampnacelle aan, waardoor het instrumentenpaneel van de tank naar de koplamp verhuisde. Vanaf dat moment konden klanten optioneel een kleine bagagedrager op de tank laten monteren. In deze jaren was het gebruik van chroom heel beperkt, eerst door tekorten in de nasleep van de Tweede Wereldoorlog en begin jaren vijftig door de Koreaanse Oorlog. Rond 1953 kreeg de Tiger 100 swingarm-achtervering, zodat ook een duozadel kon worden gebruikt.

### Motor
De motor was een dwarsgeplaatste, luchtgekoelde paralleltwin met twee nokkenassen: aan de voorkant van het cilinderblok een voor de uitlaatkleppen en aan de achterkant een voor de inlaatkleppen. De kleppen werden bediend door stoterstangen en tuimelaars. Het hele kleppenmechanisme was ingesloten en opgenomen in het dry-sump-smeersysteem waarvan de olietank rechts onder het zadel zat. De ontsteking werd verzorgd door een magdyno, die ook stroom leverde voor de elektrische verlichting. Na de oorlog werd deze vervangen door een gelijkstroomdynamo en een accu-bobine-ontsteking. De eerste carburateur was een Amal Monobloc 276. 

### Transmissie
Links op de krukas zat een schroefveer-transmissiedemper en het voorste tandwiel van de primaire ketting die in een oliebad draaide en de meervoudige natte plaatkoppeling en de vierversnellingsbak aandreef. Dit was een losse (pre unit)-versnellingsbak waar ook de kickstarter op zat. Het achterwiel werd aangedreven door een ketting. 

### Rijwielgedeelte
De Tiger 100 van 1939 kreeg een semi-dubbel wiegframe met een enkele buis vanaf het balhoofd dat met schroeven en bouten aan de voor/onderkant van het blok werd gesplitst in twee buizen en een girder-voorvork met een enkele centrale veer en een frictie-stuurdemper en frictie-schokdemper. Na de oorlog kreeg de machine een telescoopvork. Achtervering was er aanvankelijk niet, maar het na-oorlogse model kreeg de Triumph sprung hub die rond 1953 werd vervangen door een swingarm. Voor en achter zaten trommelremmen. 

### Uitrusting
In 1939 kwam de machine uit met veel chroom en verder zilverkleurige lak met blauwe biezen. Het instrumentenpaneel zat toen nog op de tank en het kastje voor het boordgereedschap rechts tussen de buizen van het achterframe. Na de oorlog kwam de koplampnacelle die de instrumenten bevatte, waarna klanten konden kiezen voor een extra bagagedragertje op de tank. Het gereedschapskastje werd naar boven verplaatst. Door schaarste in de nasleep van de oorlog verdween het chroom grotendeels. De machine had een achterwielstandaard. 

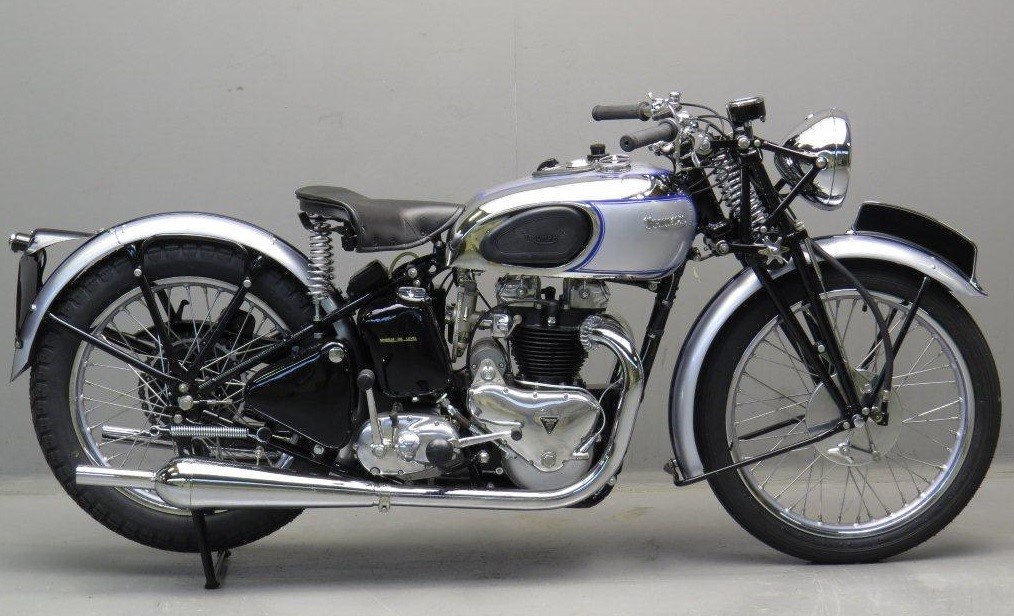
De eerste, luxueuze versie van de Tiger 100 had nog veel chroom.
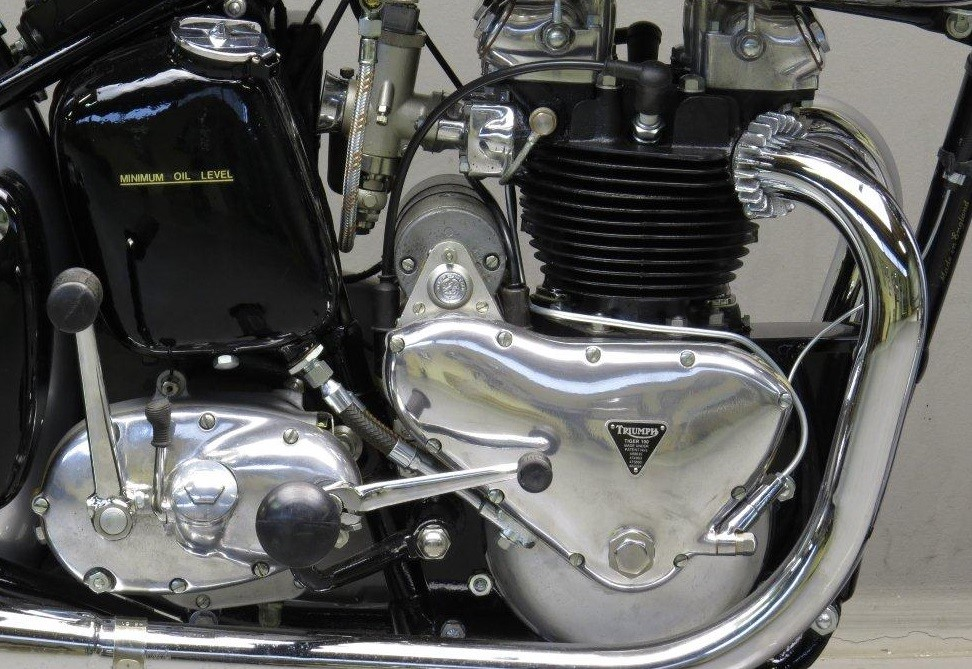
De rechterkant van het blok met het distrubutiecarter, de magdyno achter de cilinders, de carburateur en de vierversnellingsbak met kickstarter.
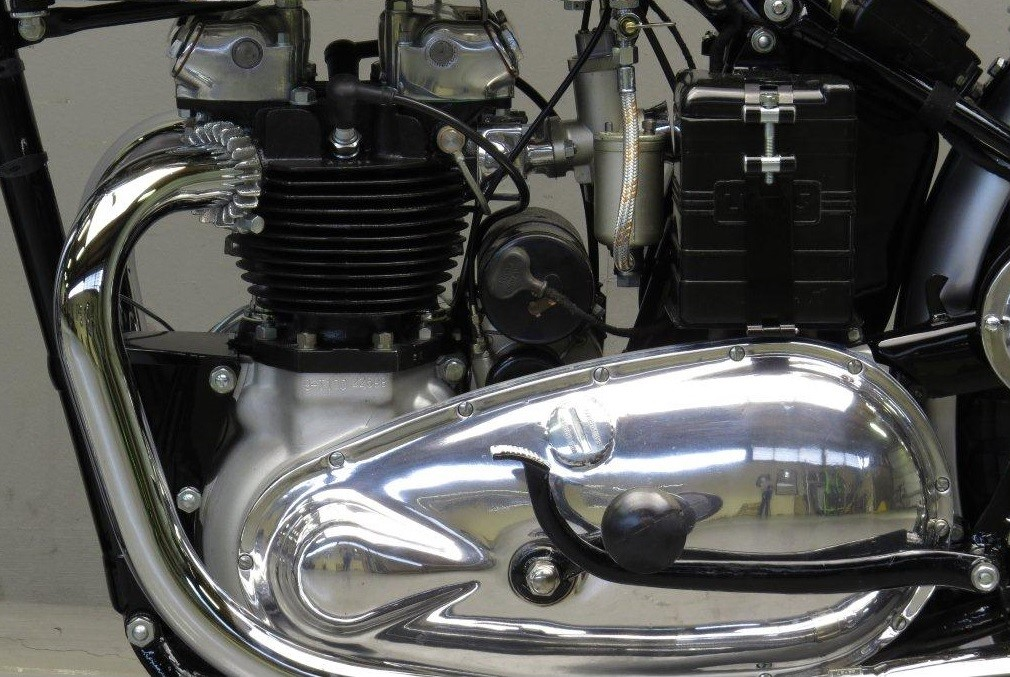
De linkerkant van het blok met het deksel van de primaire aandrijving, waar de "bult" plaats biedt aan de transmissiedemper.
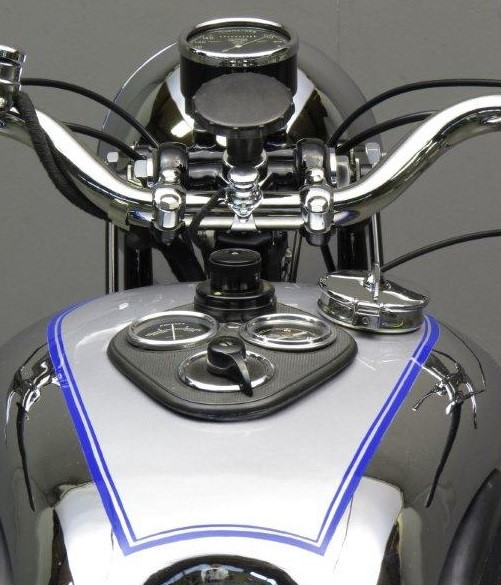
Het instrumentenpaneel met contactschakelaar, lichtschakelaar, ampèremeter en oliedrukmeter. De snelheidsmeter zit op het stuur.

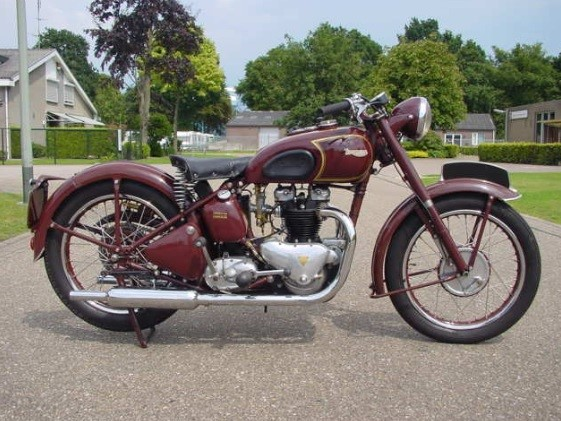
Na de oorlog was chroom schaars. De keuze viel op amarantrood met gouden biezen. Deze machine is uitgerust met de Triumph sprung hub-achtervering.
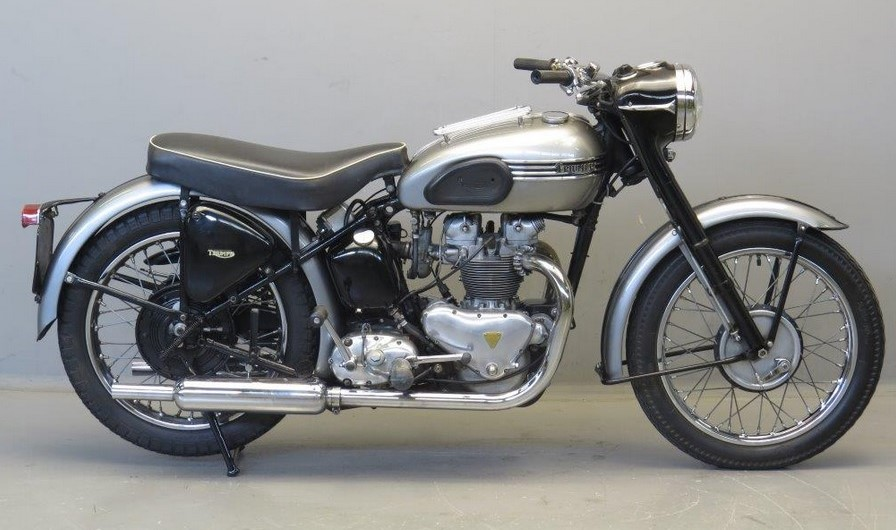
Tiger 100 uit 1953 met koplampnacelle.
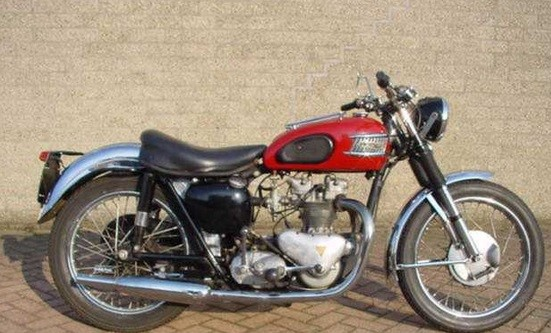
Tiger 100 uit 1954 met swingarm-achtervering.
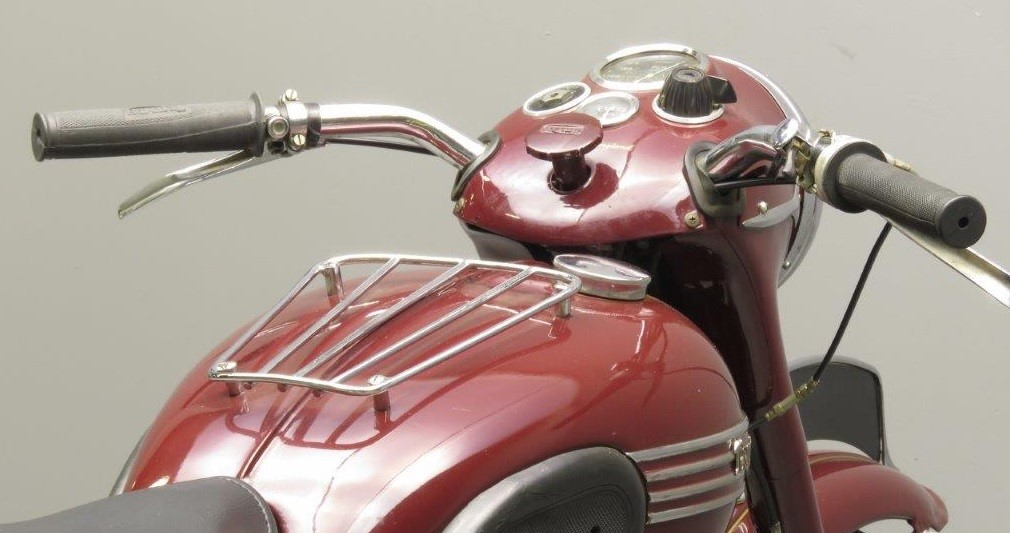
Met de introductie van de koplampnacelle verhuisden de instrumenten.

| Replica van de originele T100GP van Ernie Lyons. |

## T100GP
Ernie Lyons won de eerste na-oorlogse Manx Grand Prix in 1946. De Triumph T100GP was door Freddie Clarke gebouwd. Hij gebruikte hiervoor de aluminium 500cc-generator die Turner voor de luchtmacht had ontwikkeld. Als achterveer was de sprung hub toegepast. Het carter en de aandrijflijn kwamen van de Tiger 100, maar de gegoten aluminium cilinders en cilinderkoppen van het luchtmachtaggretaat. Bovendien kreeg de machine twee Amal GP-carburateurs met een enkele vlotterkamer en aluminium velgen. Ze leverde 40 pk en had een topsnelheid van 193 km/uur. Turner, op reis in de Verenigde Staten, werd woedend toen hij hiervan hoorde. Hij was strikt tegen racen. Desalniettemin organiseerde hij een etentje voor Lyons en gaf toestemming voor de productie en verkoop van een kleine serie T100GP-replica's die als productieracers verkocht werden. Tussen 1948 en 1952 werden er ongeveer 250 gebouwd, nadat de machine door David Whitworth was doorontwikkeld. Toch was de woede-uitbarsting van Turner mogelijk de oorzaak van het vertrek van Freddie Clarke naar Associated Motor Cycles. Clarke werd hier hoofd van de researchafdeling. Ook Bert Hopwood was het niet eens met de opstelling van Turner omtrent motorraces en vertrok in 1947 naar concurrent Norton. Hij zou 14 jaar wegblijven. Toch wist men Turner in 1948 over te halen om drie 500cc-twins in de Senior TT in te schrijven. Dat geen enkele machine de finish haalde sterkte Turner echter in de overtuiging dat deelname aan races zinloos was. De T100GP-productieracers konden in de Isle of Man TT ook geen hoge ogen gooien. Naast snelheid misten ze de betrouwbaarheid van de Norton Manx. 

## Tiger 100 C
Toen de T100GP in 1952 uit productie ging verscheen de Triumph Tiger 100 C. Dit was een clubmanracer, een machine die gewoon op de weg mocht worden gebruikt, maar die geschikt was voor amateur-motorcoureurs. Dat betekende ook dat ze mocht worden ingezet in wedstrijden als de Clubmans Senior TT. De machine werd opgegeven voor 42 pk, meer dan de T100GP, maar ze was zwaarder en haalde een topsnelheid van 175 km/uur. Ze werd echter ondergesneeuwd door de Norton Dominator en verdween al na een enkel productiejaar.

## T100R en T100RR
De Triumph T100R kwam in 1955 op de Amerikaanse markt. Het was een flattracker met een motorblok dat overeenkomsten vertoonde met dat van de T100GP, zoals het aluminium cilinderblok en de twee carburateurs. Er was geen enkele standaard gemonteerd, evenmin als een voorspatbord of een kettingscherm en als flattracker had de machine ook geen voorrem nodig. Er was wel een smal aluminium achterspatbord met een broodzadeltje gemonteerd. De telescoopvork kwam van de Triumph TR5 Trophy, wellicht nodig om het grote 21 inch voorwiel te kunnen herbergen. In 1957 werd de machine opgevolgd door de T100RR, die slechts licht gewijzigd was. Zo was de toch al kleine olietank vervangen door een zeer klein cilindervormig exemplaar. Beide machines waren niet "streetlegal". Ze hadden geen verlichting, accu of dynamo. De ontsteking werd verzorgd door een Lucas-racemagneet. Ze hadden nog steeds twee uitlaten, maar die zaten vanwege de uitsluitend linker bochten allebei aan de rechterkant. Ze werden alleen verkocht via de Amerikaanse importeurs: Johnson Motors (JoMo) in Pasadena (Californië) en de Triumph Corporation (Tri-Cor) in Baltimore (Maryland). 
| Het "bathtub"-plaatwerk van de Tiger 100 A werd niet overal goed ontvangen en verdween al snel. |

## Tiger 100 A
In navolging van de 350cc-Triumph 3TA en de 500cc-Triumph Speed Twin 5TA verscheen in 1959 de Triumph Tiger 100 A. Zij kreeg een unit construction-versnellingsbak en een nieuwe motor met een boring van 69 mm en een slag van 65,5 mm, waardoor de cilinderinhoud net geen 490 cc bedroeg. Ze kreeg echter ook de "bathtub" (badkuip)-omhulling van het achterwiel. Dat vele plaatwerk werd niet overal goed ontvangen, zeker niet op de zo belangrijke Amerikaanse markt, die aan de Oostkust werd vertegenwoordigd door de Triumph Corporation (Tri-Cor) in Baltimore (Maryland) en aan de Westkust door Johnson Motors (JoMo) in Pasadena (Californië) met een belangrijke dealer, Bud Ekins in Sherman Oaks (ook in Californië enkele tientallen kilometers van Pasadena). Vooral aan de Westkust zocht men lichte, sterke en sportieve modellen, die Triumph met de Triumph Tiger 100 ook wel bood, maar ook de meer toeristisch ingestelde Amerikanen waren niet gecharmeerd van al het plaatwerk. Veel dealers moesten het bij het uitkratten van de motorfiets meteen verwijderen om de motorfietsen te kunnen verkopen. Bud Ekins had stapels van deze bathtubs achter zijn bedrijf liggen. De Speed Twin 5TA behield dit plaatwerk tot 1965, maar de Tiger 100 A verdween al in 1962, toen zijn opvolger, de Tiger 100 SS, al op de markt was.

## TR5A/C
In 1958 ging de 500cc-offroad Triumph TR5 Trophy uit productie. Al in 1959 werd een Triumph Speed Twin 5TA omgebouwd tot terreinmotor, met de nieuwe unit construction-motor, maar het model kwam pas in 1961 in productie als Triumph TR5A/C. De letters "TR" verwezen waarschijnlijk naar voorganger TR5 Trophy en de combinatie 5A naar de 5TA. In elk geval stond de "C" voor "Competition". Die was vooral in de Verenigde Staten te vinden, met name aan de Westkust, waar terreinrijden maar ook desert races populair waren. De AMA Class C bestond uit 750cc-zijkleppers (lees: Harley-Davidson XR 750) en 500cc-kopkleppers. De machine was voorzien van een bijzonder ontstekingssysteem, de Lucas-Energy Transfer Ignition, die werkte met twee spoelen en die geen gelijkrichter en accu nodig had. Dat betekende wel dat de verlichting alleen kon branden met draaiende motor. De TR5A/C had een twee-in-een uitlaat en een voor wedstrijden snel verwijderbare koplamp. Ze had geen middenbok, hoewel die intussen wel leverbaar was. De TR5A/C verdween al na een jaar, nadat er slechts 669 exemplaren geproduceerd waren. Toch werden er in 1962 nog 13 gebouwd en in 1964 werd er nog een machine geleverd aan de Triumph Corporation (Tri-Cor) in Baltimore (Maryland), de importeur voor de Amerikaanse Westkust. De TR5A/C werd opgevolgd door de Tiger 100 S/C.

## TR5A/R
Van de Triumph TR5A/R werd in 1960 al een exemplaar gebouwd, maar in 1961 kwam het model, net als de TR5A/C, op de markt. Dit was een sportmotor (de "R" stond voor "Road"), ook met Energy Transfer Ignition, maar nu wel met een accu. Ook de TR5A/R had geen middenbok en twee laaggeplaatste uitlaten. Hoewel de productie na 1961 stopte, werd er in 1964 nog een machine naar de importeur voor de Amerikaanse oostkust, Johnson Motors (JoMo) in Pasadena gezonden. De TR5A/R werd opgevolgd door de Tiger SS. Er waren slechts 424 exemplaren geproduceerd.
| Triumph Tiger 100 SS |

## T100SS Tiger 100 SS
Toen de Triumph Tiger 100 SS in 1962 op de Britse markt kwam, had ze nog een restje van de "bathtub"-stroomlijn om het achterwiel. Deze "Bikini" liet meer van het achterwiel vrij, maar zat niet op de exportmodellen. De productie startte al op 9 september 1961. De eerste exemplaren hadden nog aangepaste motorblokken van de Tiger 5TA. Het blok kreeg onder meer grotere kleppen en alle T100-modellen kregen een nieuwe 1 inch-carburateur en "hetere" nokkenassen. De machine leverde toen nog 34 pk bij 7.000 tpm, maar bleef tot 1969 in productie en toen was het vermogen opgelopen tot 41 pk. De gearing werd aan het grotere vermogen al in 1962 aangepast door een kleiner voortandwiel te monteren.  Met nog geen 153 kg was de machine ook lichter dan de Tiger 100 A, maar in de loop van de jaren steeg het gewicht naar 161 kg. In 1962 werden 1809 machines verkocht, maar de productie werd al in juli gestopt, waarschijnlijk door toch tegenvallende verkopen. In 1963 werden de twee uitlaten vervangen door een twee-in-een-uitlaat. Het was duidelijk dat de Tiger 100 SS het vooral van de Amerikaanse markt moest hebben, waar hij als T100S/R werd verkocht. In de Triumph-grootboeken staan de T100SS, T100S/R en T100S/C tot 1965 allemaal als T100SS geregistreerd. De machines voor de thuismarkt werden steeds in kleine partijen gebouwd.

### T100S/R Tiger 100 S/R en T100S/C Tiger 100 S/C
De Triumhp Tigers S/R en S/C waren afgeleid van de Tiger 100 SS, maar hadden de accu-bobine-ontsteking van de 650cc-modellen. De Tiger S/R werd officieel geadverteerd als T100S/R Tiger Road Sports en de S/C als T100S/C Tiger Enduro Trophy. Verder was de S/R (in feite de Amerikaanse naam voor de Tiger 100 SS) bedoeld voor de straat (Road) en de S/C was bedoeld als offroadmotorfiets, al opvolger van de TR5A/C. Beide modellen hadden ook een licht gewijzigd frame, waar de overgang van enkele naar dubbele buis was gelast in plaats van gebout. De SC had een bodemvrijheid van 229 mm en een kortere wielbasis van 1359 mm. 

## T50 en T50WD
In 1965 bouwde Triumph 17 militaire motorfietsen met de typenaam Triumph T50 en in 1966 nog 1 exemplaar met de typenaam T50WD (War Department). Waarschijnlijk gebeurde dit om een opvolger te creëren voor de Triumph TRW zijklepper, die in 1964 uit productie was gegaan. Triumph stuurde in 1965 op verzoek van het Royal Corps of Transport vier machines (waarschijnlijk T50's) voor beproeving naar het Military Vehicles and Engineering Establishment (MVEE) bij Chertsey (Surrey). Triumph maakte sinds 1950 deel uit van de BSA-groep, die ook de eencilinder BSA B40 WD GB stuurde. Het Britse leger koos voor de BSA.

## T100C Sports Tiger, T100C Tiger Competition en T100C Trophy 500
| T100C Tiger Competition uit 1970 |

Hoewel de T100S/C in 1966 nog in productie was, verscheen zijn opvolger al. Deze T100C Sports Tiger was dus ook een terreinmotor, vooral voor de Amerikaanse markt. Ze kreeg een beschermingsplaat voor het carter, gepolijste aluminium spatborden, opvouwbare voetsteunen, twee upswept pipes aan de linkerkant, elektrische richtingaanwijzers ("koeienogen") op het stuur en een duplexrem in het voorwiel. De twee kleuren (blauw-wit) werden in 1968 vervangen door effen tanks die in verschillende kleuren leverbaar waren. Een aantal machines werd aan de Zuid-Afrikaanse politie geleverd. In 1968 veranderde de naam in T100C Tiger Competition en in 1969, met een licht gewijzigde motor, in T100C Trophy 500.

## T100WD
In 1966 bouwde Triumph 21 militaire machines onder de typenaam T100WD. In 1967 werden nog een 10 machines gebouwd, dit keer voor de Royal Navy. De productie was dus erg beperkt. Het Britse leger gebruikte de BSA B40 WD GB en de Britse Marine de BSA B40 WD GN, maar wellicht werd de T100WD ingezet voor ordonnansdiensten over verharde wegen.

## T100R Daytona Super Sports en T100T Tiger Daytona Sports
In 1966 verschenen de eerste acht T100R Daytona Super Sports-machines, door Doug Hele speciaal gebouwd voor deelname aan de Daytona 200 in Daytona Beach. Met succes: Buddy Elmore won de wedstrijd. De productie van de T100R, bestemd voor de Britse/Europese markt begon onmiddellijk. Deze machine kreeg twee Amal Monobloc-carburateurs naar voorbeeld van de 650cc-Triumph T120 Bonneville 650. De machine kreeg ook "hetere" nokkenassen en een gewijzigde klephoek om ruimte te bieden aan grotere kleppen. De T100R Daytona Super Sports won met Gary Nixon ook de Daytona 200 van 1967 en tijdens de Belgische Grand Prix van 1969 leidde Percy Tait de 500cc-race drie ronden lang om ten slotte tweede te worden achter Giacomo Agostini's MV Agusta 500 3C. In 1967 volgde de Amerikaanse uitvoering, de T100T Tiger Daytona Sports, die vrijwel identiek was, maar die volgens de Amerikaanse mode een hoger stuur had.

## T100CP Tiger 100 CP
De T100CP Tiger 100 CP was een terreinvaardige politiemotor die was gebaseerd op de T100C Sports Tiger en die alleen in 1967 werd geproduceerd. Het betrof slechts een kleine oplage. 

## T100S Tiger S
Na het wegvallen van de toeristische Speed Twin 5TA en het verschijnen van de snelle T100R/T100T was er ruimte voor een meer gematigde versie van de T100. Dit werd de T100S Tiger 100 S, die in 1968 op de markt kwam. Deze machine had slechts 1 carburateur en vanwege de lagere topsnelheid ook een kleinere (7 inch) voorrem. Ze bleef tot 1970 in productie. 

## T100C SP Tiger 100 C SP
Van de T100C SP Tiger C SP is slechts bekend dat er in 1969 11 exemplaren gebouwd werden. Het was waarschijnlijk een experimentele terreinvaardige politiemotor met het iets sterkere motorblok van de T100C Trophy 500. 
| De T100P waarmee Ted Simon zijn wereldreis maakte. |

## T100P Tiger 100 Police
In 1972 leverde Triumph nog slechts twee 500cc-modellen: de Tiger Daytona en de T100P Tiger Police, waarvan er in dat jaar slechts 485 geleverd werden. In september 1973 volgden er nog 99 en in 1974 100. De machine werd het meest bekend door de wereldreis die schrijver Ted Simon ermee maakte. Hij reisde van 1973 tot 1977 door 45 landen en legde 126.000 km af. Hij beschreef zijn reis in het boek Jupiter's Travels dat in 1979 verscheen.

## TR5T Trophy Trail
De TR5T Trophy Trail was niet bedoeld als serieuze sportieve terreinmotor. De desert races aan de Westkust van de Verenigde Staten waren in 1973 het domein van de veel sterkere 650cc-machines en de markt voor de T100C Trophy 500 was overgenomen door lichtere en sterkere Japanse machines zoals de 45pk-sterke Honda CB- en CL 450-modellen maar ook die van Jawa en Husqvarna. De TR5T Trophy Trail werd vooral geleverd aan de Amerikaanse oostkust, via Tri-Cor in Baltimore om als pleziervoertuig te worden gebruikt in de heuvels van Berkshire County en de Blue Ridge Mountains in Virginia. Ze zag er wel veel professioneler uit, met zware terreinbanden en verhoogde spatborden. De TR5T Trophy Trail kreeg zoals alle modellen een semi-dubbel wiegframe, maar dit kwam van de BSA B44 Victor, een crossmotor die inmiddels niet meer in productie was. 

## T100D Tiger 100 Daytona Mk2
De T100D Tiger was een herziene versie van de Tiger Daytona die eind 1973 werd geproduceerd en in 1974 in vier fases werd verscheept naar de Verenigde Staten. De "D" kon staan voor "Development", "Daytona" of voor "Disc", want de machine had een schijfrem in het voorwiel. Triumph zelf noemde de machine T100D Tiger 100 Daytona Mk2. Het ging om slechts 25 exemplaren, die waren samengesteld uit een allegaartje van restonderdelen, onder meer van de Triumph T150V Trident en de Triumph T140V Bonneville. De machine kreeg een Ceriani-voorvork (van de Trident), elektrische richtingaanwijzers en de sigaarvormige uitlaten van de Bonneville. Het was waarschijnlijk een poging van de inmiddels failliete BSA-groep om restanten weg te werken. 

## Einde productie
In 1972 was de BSA-groep al failliet gegaan. Triumph maakte een doorstart met een werknemerscoöperatie, de Meriden Motorcycle Co-Operative, maar alleen met 750cc-paralleltwins. Voor de 500cc-machines was geen ruimte meer, met de sterke Japanse concurrentie van bijvoorbeeld de Honda CB 500 Four en de Kawasaki H1B 500 Special. 

## Trivia

### Bob Dylan
Op 29 juli 1966 kreeg Bob Dylan een ongeluk met zijn Tiger 100 SS in de buurt van zijn huis in Woodstock (New York). In de nasleep van dit ongeluk toerde hij acht jaar niet meer. 

## Technische gegevens (1)
| Triumph Tiger          | 100                          | 100                          | 100                          | T100GP                       | 100 C                        | T100R                        | T100RR                       | Tiger 100 A                  | TR5A/C                       |
| ---------------------- | ---------------------------- | ---------------------------- | ---------------------------- | ---------------------------- | ---------------------------- | ---------------------------- | ---------------------------- | ---------------------------- | ---------------------------- |
| Periode                | 1939-1940                    | 1946-1953                    | 1953-1958                    | 1946-1952                    | 1953                         | 1955-1956                    | 1957-1959                    | 1959-1962                    | 1961                         |
| Categorie              | Sport                        | Sport                        | Sport                        | Productieracer               | Clubmanracer                 | Flattrack                    | Flattrack                    | Sport                        | Allroad                      |
| Motortype              | Stoterstangen kopklepmotor   | Stoterstangen kopklepmotor   | Stoterstangen kopklepmotor   | Stoterstangen kopklepmotor   | Stoterstangen kopklepmotor   | Stoterstangen kopklepmotor   | Stoterstangen kopklepmotor   | Stoterstangen kopklepmotor   | Stoterstangen kopklepmotor   |
| Bouwwijze              | Dwarsgeplaatste paralleltwin | Dwarsgeplaatste paralleltwin | Dwarsgeplaatste paralleltwin | Dwarsgeplaatste paralleltwin | Dwarsgeplaatste paralleltwin | Dwarsgeplaatste paralleltwin | Dwarsgeplaatste paralleltwin | Dwarsgeplaatste paralleltwin | Dwarsgeplaatste paralleltwin |
| Koeling                | Lucht                        | Lucht                        | Lucht                        | Lucht                        | Lucht                        | Lucht                        | Lucht                        | Lucht                        | Lucht                        |
| Boring                 | 63 mm                        | 63 mm                        | 63 mm                        | 63 mm                        | 63 mm                        | 63 mm                        | 63 mm                        | 69 mm                        | 69 mm                        |
| Slag                   | 80 mm                        | 80 mm                        | 80 mm                        | 80 mm                        | 80 mm                        | 80 mm                        | 80 mm                        | 65,5 mm                      | 65,5 mm                      |
| Cilinderinhoud         | 498,8 cc                     | 498,8 cc                     | 498,8 cc                     | 498,8 cc                     | 498,8 cc                     | 498,8 cc                     | 498,8 cc                     | 489,8 cc                     | 489,8 cc                     |
| Carburateur(s)         | Amal Monobloc 276            | Amal Monobloc 276            | Amal Monobloc 276            | 2 Amal                       | 2 Amal                       | 2 Amal GP                    | 2 Amal GP                    | 1 Amal                       | 1 Amal                       |
| Ontsteking             | Magdyno                      | Accu-bobine                  | Accu-bobine                  | Accu-bobine                  | Accu-bobine                  | Racemagneet                  | Racemagneet                  | Accu-bobine                  | Dynamo-bobine                |
| Smeersysteem           | Dry-sump                     | Dry-sump                     | Dry-sump                     | Dry-sump                     | Dry-sump                     | Dry-sump                     | Dry-sump                     | Dry-sump                     | Dry-sump                     |
| Compressieverhouding   | 7,6:1                        | 7,6:1                        | 7,6:1                        | Onbekend                     | 8,25:1                       | 8:1                          | 8:1                          | 9:1                          | 9:1                          |
| Max. Vermogen          | 32 pk bij 6.500 tpm          | 32 pk bij 6.500 tpm          | 32 pk bij 6.500 tpm          | 40 pk                        | 42 pk bij 7.000 tpm          | Onbekend                     | Onbekend                     | 34 pk bij 7.000 tpm          | 34 pk bij 7.000 tpm          |
| Topsnelheid            | 160 km/uur                   | 160 km/uur                   | 160 km/uur                   | 193 km/uur                   | 175 km/uur                   | Onbekend                     | Onbekend                     | Onbekend                     | Onbekend                     |
| Primaire aandrijving   | Ketting                      | Ketting                      | Ketting                      | Ketting                      | Ketting                      | Ketting                      | Ketting                      | Ketting                      | Ketting                      |
| Koppeling              | Meervoudige natte plaat      | Meervoudige natte plaat      | Meervoudige natte plaat      | Meervoudige natte plaat      | Meervoudige natte plaat      | Meervoudige natte plaat      | Meervoudige natte plaat      | Meervoudige natte plaat      | Meervoudige natte plaat      |
| Versnellingen          | 4                            | 4                            | 4                            | 4                            | 4                            | 4                            | 4                            | 4                            | 4                            |
| Secundaire aandrijving | Ketting                      | Ketting                      | Ketting                      | Ketting                      | Ketting                      | Ketting                      | Ketting                      | Ketting                      | Ketting                      |
| Rijwielgedeelte        | Semi-dubbel wiegframe        | Semi-dubbel wiegframe        | Semi-dubbel wiegframe        | Semi-dubbel wiegframe        | Semi-dubbel wiegframe        | Semi-dubbel wiegframe        | Semi-dubbel wiegframe        | Semi-dubbel wiegframe        | Semi-dubbel wiegframe        |
| Voorvork               | Girder                       | Telescoopvork                | Telescoopvork                | Telescoopvork                | Telescoopvork                | Telescoopvork                | Telescoopvork                | Telescoopvork                | Telescoopvork                |
| Achtervork             | Star                         | Triumph sprung hub           | Triumph sprung hub           | Triumph sprung hub           | Swingarm                     | Star                         | Star                         | Swingarm                     | Swingarm                     |
| Remmen                 | Trommelremmen                | Trommelremmen                | Trommelremmen                | Trommelremmen                | Trommelremmen                | Trommelremmen                | Trommelremmen                | Trommelremmen                | Trommelremmen                |
| Tankinhoud             | 18 liter                     | 18 liter                     | 18 liter                     | 18 liter                     | 18 liter                     | 11,3 liter                   | 11,3 liter                   | 16 liter                     | 10,7 liter                   |
| Gewicht                | 170 kg rijklaar              | 178 kg rijklaar              | Onbekend                     | Onbekend                     | 150 kg droog                 | Onbekend                     | Onbekend                     | 165 kg droog                 | Onbekend                     |
| Voorganger             | Speed Twin 5T                | Speed Twin 5T                | Speed Twin 5T                | Geen                         | T100GP                       | Geen                         | T100R                        | Tiger 100                    | TR5 Trophy                   |
| Opvolger               | Tiger 100 A                  | Tiger 100 A                  | Tiger 100 A                  | Tiger 100 C                  | Geen                         | T100RR                       | Geen                         | T100SS                       | T100S/C                      |

## Technische gegevens (2)
| Triumph Tiger          | TR5A/R                       | T100SS                       | T100S/R                      | T100S/C                      | T50                          | T50WD                        | T100C Sports Tiger              | T100WD                       | T100R Daytona Super Sports   |
| ---------------------- | ---------------------------- | ---------------------------- | ---------------------------- | ---------------------------- | ---------------------------- | ---------------------------- | ------------------------------- | ---------------------------- | ---------------------------- |
| Periode                | 1961                         | 1962-1970                    | 1962-1966                    | 1962-1968                    | 1965                         | 1966                         | 1966-1972                       | 1966-1967                    | 1966-1974                    |
| Categorie              | Sport                        | Sport                        | Sport                        | Allroad                      | Militair                     | Militair                     | Allroad                         | Militair                     | Sport                        |
| Motortype              | Stoterstangen kopklepmotor   | Stoterstangen kopklepmotor   | Stoterstangen kopklepmotor   | Stoterstangen kopklepmotor   | Stoterstangen kopklepmotor   | Stoterstangen kopklepmotor   | Stoterstangen kopklepmotor      | Stoterstangen kopklepmotor   | Stoterstangen kopklepmotor   |
| Bouwwijze              | Dwarsgeplaatste paralleltwin | Dwarsgeplaatste paralleltwin | Dwarsgeplaatste paralleltwin | Dwarsgeplaatste paralleltwin | Dwarsgeplaatste paralleltwin | Dwarsgeplaatste paralleltwin | Dwarsgeplaatste paralleltwin    | Dwarsgeplaatste paralleltwin | Dwarsgeplaatste paralleltwin |
| Koeling                | Lucht                        | Lucht                        | Lucht                        | Lucht                        | Lucht                        | Lucht                        | Lucht                           | Lucht                        | Lucht                        |
| Boring                 | 69 mm                        | 69 mm                        | 69 mm                        | 69 mm                        | 69 mm                        | 69 mm                        | 69 mm                           | 69 mm                        | 69 mm                        |
| Slag                   | 65,5 mm                      | 65,5 mm                      | 65,5 mm                      | 65,5 mm                      | 65,5 mm                      | 65,5 mm                      | 65,5 mm                         | 65,5 mm                      | 65,5 mm                      |
| Cilinderinhoud         | 489,8 cc                     | 489,8 cc                     | 489,8 cc                     | 489,8 cc                     | 489,8 cc                     | 489,8 cc                     | 489,8 cc                        | 489,8 cc                     | 489,8 cc                     |
| Carburateur(s)         | 1 Amal                       | 1 Amal 25,4mm                | 1 Amal 25,4mm                | 1 Amal 25,4mm                | 1 Amal 25,4mm                | 1 Amal 25,4mm                | 1 Amal 25,4mm                   | 1 Amal 25,4mm                | 2 Amal Monobloc 26 mm        |
| Ontsteking             | Accu-bobine                  | Accu-bobine                  | Accu-bobine                  | Magneet                      | Accu-bobine                  | Accu-bobine                  | Accu-bobine                     | Accu-bobine                  | Accu-bobine                  |
| Smeersysteem           | Dry-sump                     | Dry-sump                     | Dry-sump                     | Dry-sump                     | Dry-sump                     | Dry-sump                     | Dry-sump                        | Dry-sump                     | Dry-sump                     |
| Compressieverhouding   | 9:1                          | 9:1                          | 9:1                          | 9,1:1                        | Onbekend                     | Onbekend                     | 9:1                             | 9:1                          | 9:1                          |
| Max. Vermogen          | 34 pk bij 7.000 tpm          | 34 pk bij 7.000 tpm          | 34 pk bij 7.000 tpm          | 38 pk bij 7.000 tpm          | Onbekend                     | Onbekend                     | 38,5 pk bij 7.000 tpm           | Onbekend                     | 41 pk bij 7.300 tpm          |
| Topsnelheid            | Onbekend                     | >160 km/uur                  | >160 km/uur                  | 170 km/uur                   | Onbekend                     | Onbekend                     | Onbekend                        | Onbekend                     | Onbekend                     |
| Primaire aandrijving   | Ketting                      | Ketting                      | Ketting                      | Ketting                      | Ketting                      | Ketting                      | Ketting                         | Ketting                      | Ketting                      |
| Koppeling              | Meervoudige natte plaat      | Meervoudige natte plaat      | Meervoudige natte plaat      | Meervoudige natte plaat      | Meervoudige natte plaat      | Meervoudige natte plaat      | Meervoudige natte plaat         | Meervoudige natte plaat      | Meervoudige natte plaat      |
| Versnellingen          | 4                            | 4                            | 4                            | 4                            | 4                            | 4                            | 4                               | 4                            | 4                            |
| Secundaire aandrijving | Ketting                      | Ketting                      | Ketting                      | Ketting                      | Ketting                      | Ketting                      | Ketting                         | Ketting                      | Ketting                      |
| Rijwielgedeelte        | Semi-dubbel wiegframe        | Semi-dubbel wiegframe        | Semi-dubbel wiegframe        | Semi-dubbel wiegframe        | Semi-dubbel wiegframe        | Semi-dubbel wiegframe        | Semi-dubbel wiegframe           | Semi-dubbel wiegframe        | Semi-dubbel wiegframe        |
| Voorvork               | Telescoopvork                | Telescoopvork                | Telescoopvork                | Telescoopvork                | Telescoopvork                | Telescoopvork                | Telescoopvork                   | Telescoopvork                | Telescoopvork                |
| Achtervork             | Swingarm                     | Swingarm                     | Swingarm                     | Swingarm                     | Swingarm                     | Swingarm                     | Swingarm                        | Swingarm                     | Swingarm                     |
| Remmen                 | Trommelremmen                | Trommelremmen                | Trommelremmen                | Trommelremmen                | Trommelremmen                | Trommelremmen                | Trommelremmen                   | Trommelremmen                | Trommelremmen                |
| Tankinhoud             | 16 liter                     | 13,5 liter                   | 13,5 liter                   | 13,7 liter                   | Onbekend                     | Onbekend                     | 11,4 liter, vanaf 1967: 9 liter | Onbekend                     | 14 liter                     |
| Droog gewicht          | Onbekend                     | 153 kg                       | 153 kg                       | 152 kg                       | Onbekend                     | Onbekend                     | 153 kg                          | Onbekend                     | ca. 153 kg                   |
| Voorganger             | Tiger 100 A                  | TR5A/R                       | T100SS                       | TR5A/C                       | TRW                          | T50                          | T100S/C                         | T50W                         | T100S/R                      |
| Opvolger               | T100SS                       | T100D                        | T100D                        | T100C Sports Tiger           | T50WD                        | T100WD                       | T100C Competition               | Geen                         | T100D Daytona Mk2            |

## Technische gegevens (3)
| Triumph Tiger          | T100CP                       | T100T Daytona Sports         | T100S                        | T100C Competition            | T100C Trophy 500             | T100C SP                     | T100P                        | TR5T Trophy Trail            | T100D Daytona Mk2                 |
| ---------------------- | ---------------------------- | ---------------------------- | ---------------------------- | ---------------------------- | ---------------------------- | ---------------------------- | ---------------------------- | ---------------------------- | --------------------------------- |
| Periode                | 1967                         | 1967-1970                    | 1968-1970                    | 1968-1970                    | 1969-1972                    | 1969                         | 1972-1973                    | 1973-1974                    | 1972-1974                         |
| Categorie              | Politie                      | Sport                        | Toer                         | Allroad                      | Allroad                      | Onbekend                     | Politie                      | Offroad                      | Sport                             |
| Motortype              | Stoterstangen kopklepmotor   | Stoterstangen kopklepmotor   | Stoterstangen kopklepmotor   | Stoterstangen kopklepmotor   | Stoterstangen kopklepmotor   | Stoterstangen kopklepmotor   | Stoterstangen kopklepmotor   | Stoterstangen kopklepmotor   | Stoterstangen kopklepmotor        |
| Bouwwijze              | Dwarsgeplaatste paralleltwin | Dwarsgeplaatste paralleltwin | Dwarsgeplaatste paralleltwin | Dwarsgeplaatste paralleltwin | Dwarsgeplaatste paralleltwin | Dwarsgeplaatste paralleltwin | Dwarsgeplaatste paralleltwin | Dwarsgeplaatste paralleltwin | Dwarsgeplaatste paralleltwin      |
| Koeling                | Lucht                        | Lucht                        | Lucht                        | Lucht                        | Lucht                        | Lucht                        | Lucht                        | Lucht                        | Lucht                             |
| Boring                 | 69 mm                        | 69 mm                        | 69 mm                        | 69 mm                        | 69 mm                        | 69 mm                        | 69 mm                        | 69 mm                        | 69 mm                             |
| Slag                   | 65,5 mm                      | 65,5 mm                      | 65,5 mm                      | 65,5 mm                      | 65,5 mm                      | 65,5 mm                      | 65,5 mm                      | 65,5 mm                      | 65,5 mm                           |
| Cilinderinhoud         | 489,8 cc                     | 489,8 cc                     | 489,8 cc                     | 489,8 cc                     | 489,8 cc                     | 489,8 cc                     | 489,8 cc                     | 489,8 cc                     | 489,8 cc                          |
| Carburateur(s)         | 1 Amal 25,4 mm               | 2 Amal Monobloc 26 mm        | 1 Amal 25,4 mm               | 1 Amal 25,4 mm               | 1 Amal 25,4 mm               | Onbekend                     | 1 Amal 25,4 mm               | 1 Amal Concentric 28 mm      | 2 Amal Monobloc 26 mm             |
| Ontsteking             | Accu-bobine                  | Accu-bobine                  | Accu-bobine                  | Accu-bobine                  | Accu-bobine                  | Accu-bobine                  | Accu-bobine                  | Accu-bobine                  | Accu-bobine                       |
| Smeersysteem           | Dry-sump                     | Dry-sump                     | Dry-sump                     | Dry-sump                     | Dry-sump                     | Dry-sump                     | Dry-sump                     | Dry-sump                     | Dry-sump                          |
| Compressieverhouding   | 9:1                          | 9:1                          | 9:1                          | 9:1                          | 9:1                          | 9:1                          | 9:1                          | 9:1                          | 9,5:1                             |
| Max. Vermogen          | 38,5 pk bij 7.000 tpm        | 41 pk bij 7.300 tpm          | 38,5 pk bij 7.000 tpm        | 38,5 pk bij 7.000 tpm        | 40 pk bij 7.200 tpm          | Onbekend                     | Onbekend                     | 30 pk bij 7.500 tpm          | 41 pk bij 7.300 tpm               |
| Topsnelheid            | 170 km/uur                   | Onbekend                     | 170 km/uur                   | Onbekend                     | Onbekend                     | Onbekend                     | Onbekend                     | 145 km/uur                   | Onbekend                          |
| Primaire aandrijving   | Ketting                      | Ketting                      | Ketting                      | Ketting                      | Ketting                      | Ketting                      | Ketting                      | Ketting                      | Ketting                           |
| Koppeling              | Meervoudige natte plaat      | Meervoudige natte plaat      | Meervoudige natte plaat      | Meervoudige natte plaat      | Meervoudige natte plaat      | Meervoudige natte plaat      | Meervoudige natte plaat      | Meervoudige natte plaat      | Enkelvoudige droge plaat          |
| Versnellingen          | 4                            | 4                            | 4                            | 4                            | 4                            | 4                            | 4                            | 4                            | 4                                 |
| Secundaire aandrijving | Ketting                      | Ketting                      | Ketting                      | Ketting                      | Ketting                      | Ketting                      | Ketting                      | Ketting                      | Ketting                           |
| Rijwielgedeelte        | Semi-dubbel wiegframe        | Semi-dubbel wiegframe        | Semi-dubbel wiegframe        | Semi-dubbel wiegframe        | Semi-dubbel wiegframe        | Semi-dubbel wiegframe        | Semi-dubbel wiegframe        | Semi-dubbel wiegframe        | Semi-dubbel wiegframe             |
| Voorvork               | Telescoopvork                | Telescoopvork                | Telescoopvork                | Telescoopvork                | Telescoopvork                | Telescoopvork                | Telescoopvork                | Telescoopvork                | Telescoopvork                     |
| Achtervork             | Swingarm                     | Swingarm                     | Swingarm                     | Swingarm                     | Swingarm                     | Swingarm                     | Swingarm                     | Swingarm                     | Swingarm                          |
| Remmen                 | Trommelremmen                | Trommelremmen                | Trommelremmen                | Trommelremmen                | Trommelremmen                | Trommelremmen                | Trommelremmen                | Trommelremmen                | Schijfrem voor, trommelrem achter |
| Tankinhoud             | Onbekend                     | 14 liter                     | 14 liter                     | 9 liter                      | Onbekend                     | Onbekend                     | Onbekend                     | 9 liter                      | 14 liter                          |
| Droog gewicht          | Onbekend                     | Ca. 153 kg                   | Ca. 153 kg                   | 153 kg                       | 152 kg                       | Onbekend                     | Onbekend                     | Ca. 150 kg                   | Ca. 153 kg                        |
| Voorganger             | Geen                         | T100S/R                      | Speed Twin 5TA               | T100C Sports Tiger           | T100C Trophy 500             | Geen                         | Geen                         | T100C Trophy 500             | T100R/T100T                       |
| Opvolger               | Geen                         | T100D Daytona Mk2            | Geen                         | T100C Trophy 500             | TR5T Trophy Trail            | Geen                         | Geen                         | Geen                         | Geen                              |